# Losing My Religion
Losing My Religion – piosenka amerykańskiego zespołu R.E.M. grającego rocka alternatywnego. Utwór był pierwszym singlem z wydanej w 1991 roku płyty Out of Time. „Losing My Religion” stał się przebojem grupy, osiągając na wielu listach przebojów pierwsze miejsce, oraz 4. w rankingu Billboard Hot 100. Nominowana była również do Grammy Awards, gdzie zdobyła dwie nagrody.